# 아이즈 유키
아이즈 유키(일본어: 会津 雄生, 1996년 8월 1일 ~ )는 일본의 축구 선수이다.

## 구단 경력
FC 기후, FC 린셰핑 시티, 화성 FC, 오클랜드 유나이티드 FC에서 활동했다.

## 국가대표팀 경력
그는 2013년 FIFA U-17 월드컵에 참가할 일본 U-17 국가대표팀에 발탁되었으며, 4경기에 출전했다.